# 束状铁兰
束状铁兰，又名从状铁兰，是一种原产于中美洲、墨西哥、西印度群岛、南美洲北部和美国东部的空气凤梨，为禾本目凤梨科铁兰属植物，可直接在空气中生存。

## 栽培
栽培空气凤梨时不必刻意栽培在泥土中，空气凤梨通过叶片吸收水分和养分，需注意防止叶中积水导致叶片腐烂。